# Valle di Astino
La Valle d'Astìno si trova nel territorio del comune di Bergamo.
Si tratta di una piccola valle inserita nel sistema dei colli di Bergamo, strettamente adiacente alla parte occidentale della città.

## La valle
La valle di Astino è caratterizzata dalla presenza del monastero omonimo, a cui è storicamente legata. 
(Lelio Pagani, in La Valle di Astino, op. cit. in bibliografia.)

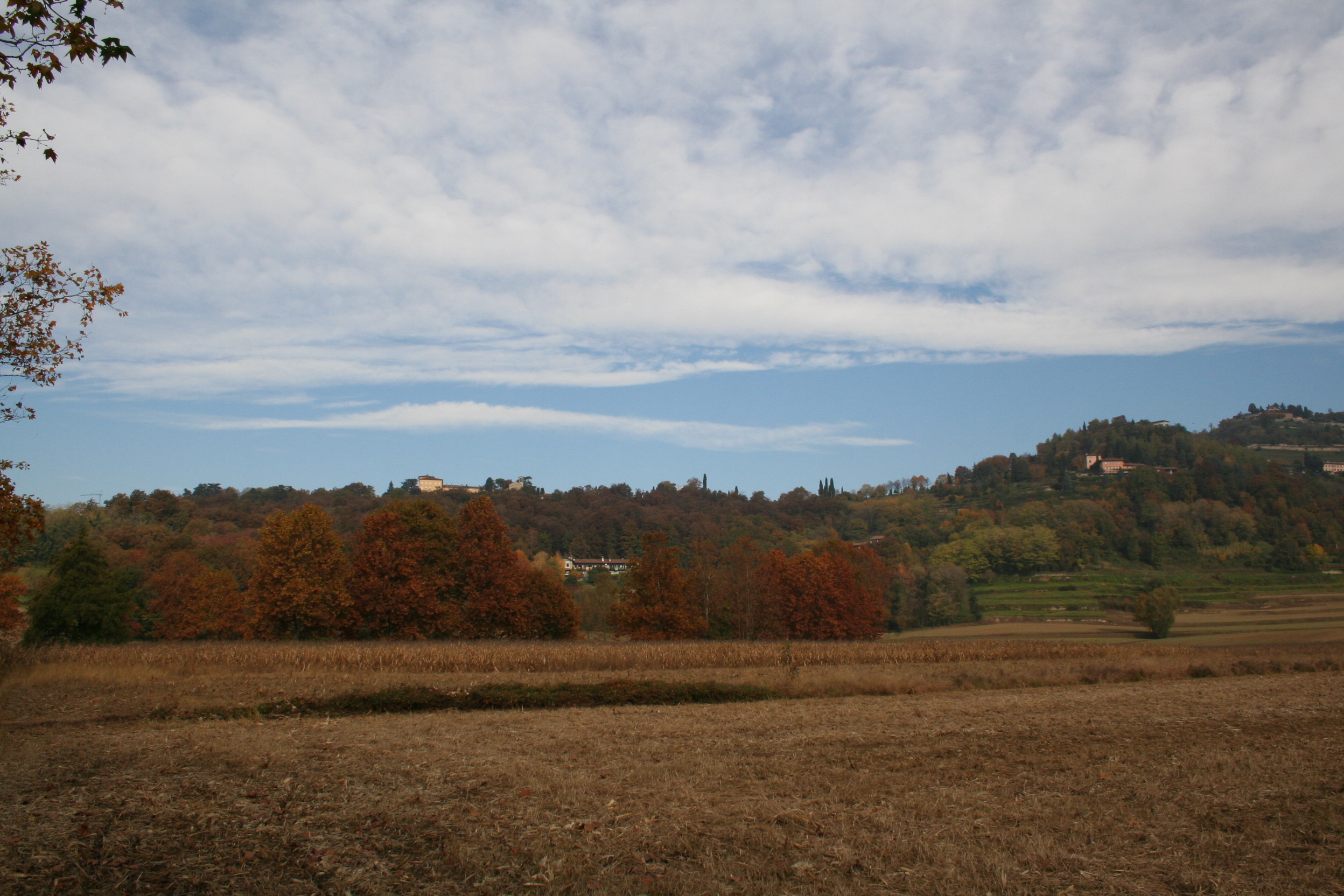
Boschi dell'Allegrezza

Quasi una conca, di grande bellezza paesaggistica, è racchiusa a est dal colle della Benaglia, a ovest dai boschi dell'Allegrezza, a nord dai colli della Bastia e di San Vigilio e a sud si allarga verso il quartiere di Longuelo.
Il colle della Benaglia la separa dall'anfiteatro su cui campeggia Bergamo Alta permettendone tuttavia la vista.
Una rete stradale, che ha il suo cardine nel monastero, la attraversa collegandola a oriente con la città di Bergamo, a occidente con la Valle San Martino a sud con
Longuelo e la Città Bassa.
Dalla valle si raggiunge, attraverso Borgo Canale, Città Alta con una strada panoramica che offre, verso sud, un'ampia visione sulla pianura bergamasca. L'ingresso in Città Alta avviene attraverso Porta Sant'Alessandro superando il sistema difensivo medievale della città.

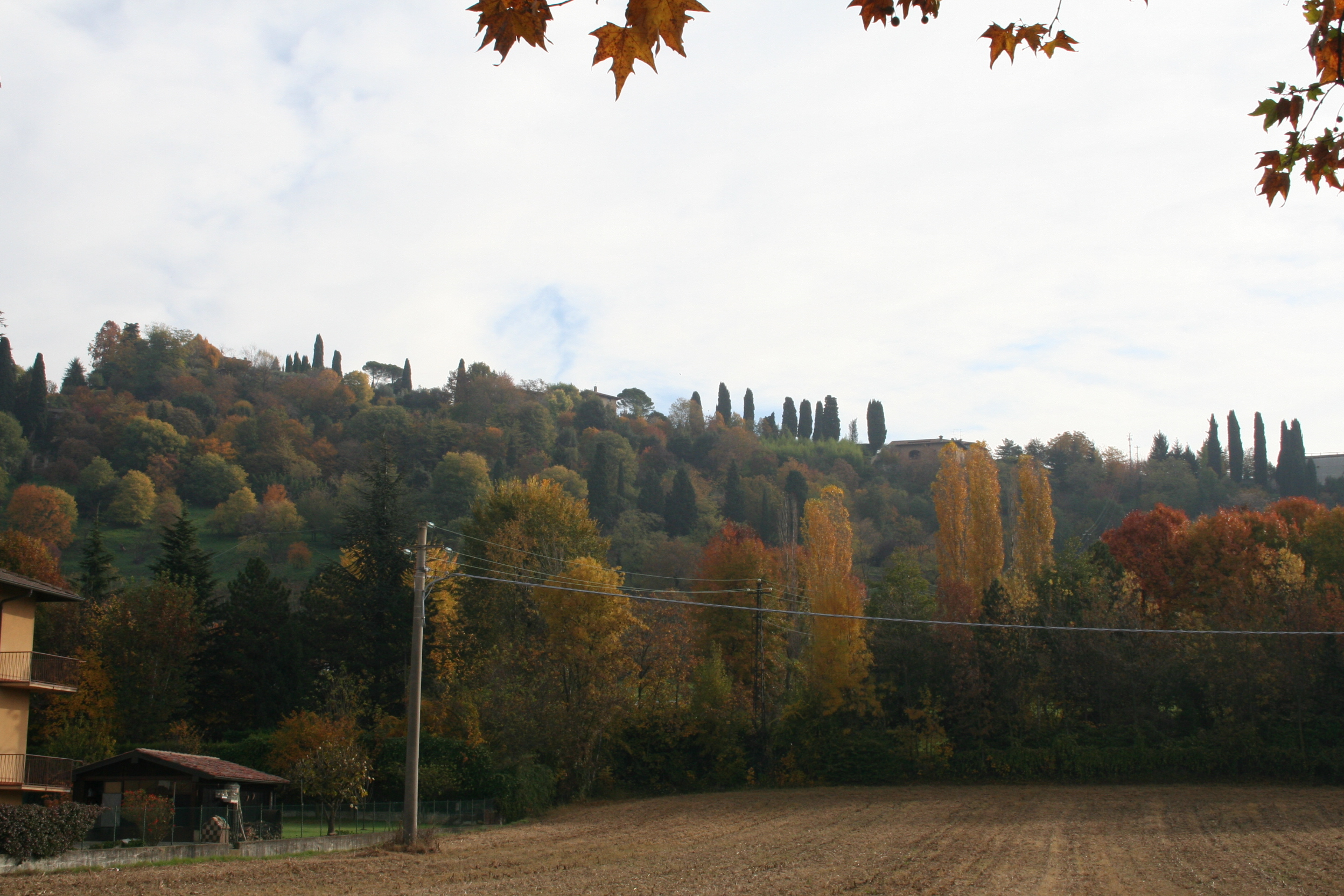
Colle della Benaglia

L'esposizione della valle a mezzogiorno ne ha favorito lo sviluppo delle attività agricole imperniate, dal XII secolo, sul monastero di Astino che ne è stato il centro motore.
Dal punto di vista pedologico la valle è di tipo colluviale mentre le colline sono ricoperte da materiale eluviale.
Le falde delle colline presentavano una coltivazione a terrazze rette da muretti a secco molto caratteristici, ora per lo più abbandonate.

## Il monastero

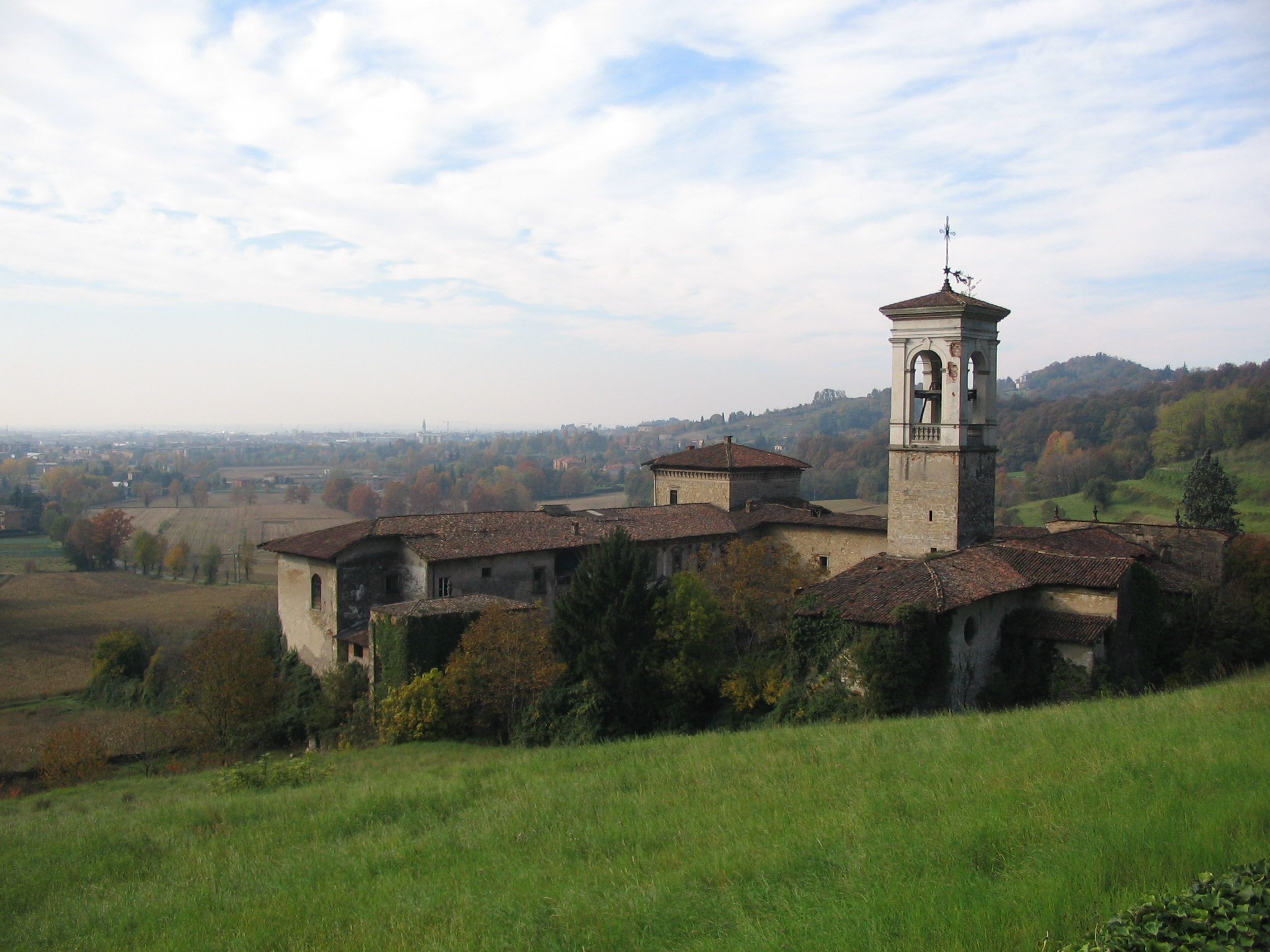
Monastero di Astino

Il monastero di Astino è l'elemento fondamentale e identificante della valle. Fondato nel XII secolo dai benedettini vallombrosani divenne presto, sotto la guida di Bertario il primo abate e dei suoi successori, un centro monastico molto importante ed economicamente sviluppato.
Il complesso conventuale, attualmente in stato di profondo degrado, ha una struttura architettonica imponente.
Il suo primo nucleo era costituito dalla chiesa del Santo Sepolcro attorno a cui sorsero l'abbazia e successivamente altri edifici che lo ampliarono notevolmente.
Dopo la sua soppressione del 4 luglio 1797, fu trasformato in ospedale psichiatrico e successivamente fu ceduto a privati nel cui possesso si trova tuttora senza una destinazione definita.